# Joan Santacana i Mestre
Joan Santacana i Mestre (Calafell, 7 de desembre de 1948) és un arqueòleg i professor universitari català i investigador en el camp de la museografia didàctica i interactiva.

## Biografia
Es va llicenciar en Geografia i Història l'any 1973 a la Universitat de Barcelona. Els seus mentors foren Joan Maluquer de Motes i Nicolau i Miquel Tarradell i Mateu, la qual cosa va determinar que s'especialitzés en Arqueologia i Història Antiga. L'any 1994 es va doctorar en Pedagogia per la Universidad de Valladolid, amb la primera tesi doctoral sobre didàctica del patrimoni que es defensava a Espanya.
Al llarg de la seva trajectòria professional, ha combinat les seves tasques en l'ensenyament i l'arqueologia. Com a professor titular de Didàctica de les Ciències Socials a la Universitat de Barcelona, va ser membre fundador del grup d'innovació didàctica "Història 13-16", que va promoure la introducció a l'estat espanyol de l'aprenentatge per mètode científic, l'ús de fonts primàries i secundàries a les aules d'Història i va fomentar que les editorials augmentessin el contingut gràfic dels llibres de text. Pel que fa a l'arqueologia, ha dut a terme un gran nombre de treballs d'excavació. Una de les més rellevants és la del jaciment d'Aldovesta, juntament amb Joan Sanmartí i Grego i Maite Mascort i Roca. Fruit d'aquesta, van publicar l'obra d'investigació històrica “Els fenicis a Catalunya: noves aportacions i assaig de síntesi”, per la qual foren guardonats amb el Premi Josep Puig i Cadafalch de l'Institut d'Estudis Catalans al millor treball d'investigació sobre arqueologia o història antiga. També va dirigir les excavacions de la Ciutadella ibèrica de Calafell i del Castell de la Santa Creu de Calafell. Posteriorment, va dissenyar i executar el projecte de reconstrucció de la Ciutadella Ibèrica. Aquesta fou reconstruïda mitjançant tècniques d'arqueologia experimental, essent el primer projecte d'aquestes característiques que es desenvolupava a Espanya. També va dur a terme la museïtzació d'aquest conjunt arqueològic amb finalitats didàctiques i recreatives, essent la primera experiència de reconstrucció hipotètica i recreació museogràfica d'un jaciment arqueològic que es feia als Països Catalans. L'any 2015 va dirigir el projecte de reconstrucció en 3D de la Ciutadella Ibèrica. En el camp de la museologia, és responsable de nombrosos projectes d'intervenció a museus, centres d'interpretació, conjunts patrimonials i jaciments arqueològics. Entre ells destaca el projecte museològic del Museu d'Història de Catalunya, que fou considerat un exemple de museologia didàctica.
La seva doble condició d'arqueòleg i pedagog li va permetre plantejar l'any 2005 les bases de la museografia didàctica a Espanya, definida a partir de la publicació del primer tractat d'aquesta disciplina en llengua castellana. Aquesta obra el posicionà com a referent teòric i impulsor en el camp de la museologia a Catalunya i Espanya. Més tard, el 2010, publicà el primer manual sobre museografia interactiva. En els darrers anys, les seves recerques se centren en la museografia interactiva i l'aprenentatge mòbil (o m-learning).

## Obres publicades
La seva obra científica i divulgativa comprèn més de 600 publicacions. Entre les més citades, hi trobem:
- La evaluación de las “apps” en el patrimonio cultural (2018, amb Mikel Asensio, Victoria López i Tània Martínez)
- El patrimonio cultural immaterial y su didáctica (2016, amb Nayra Llonch)
- Manual de didáctica del objeto en el museo (2012, amb Nayra Llonch)
- Museologia crítica (2006, amb F. Xavier Hernàndez)
- Museografía didáctica (2005, amb Núria Serrat Antolí)
- Els Ibers del Nord (2005, amb Joan Sanmartí i Ramón Álvarez)
- Enseñar historia: notas para una didáctica renovadora (2001, amb Joaquim Prats)
- El Poblat ibèric d'Alorda Park: Calafell, Baix Penedès: campanyes 1983-1988 (1992, Joan Sanmartí)
- El Jaciment protohistòric d'Aldovesta (Benifallet) i el comerç fenici arcaic a la Catalunya meridional (1991, amb Maria Teresa Mascort i Joan Sanmartí)
- L'excavació i restauració del castell de la Santa Creu (1986)
- Economia, societat i canvi a la Catalunya prehistòrica (1980, amb J. Rovira)

Així mateix, és autor de més d'un centenar d'articles de revistes científiques en l'àmbit de l'arqueologia, la museologia i la didàctica. També és fundador i director de la col·lecció d'història local "Llibres de Matrícula", codirigeix la col·lecció "Manuales de Museística, Patrimonio y Turismo Cultural" i és fundador i codirector de la revista científica Her&Mus. Heritage & Museography.